# Syngenes maritimus
Syngenes maritimus är en insektsart som först beskrevs av James George Needham 1913.  Syngenes maritimus ingår i släktet Syngenes och familjen myrlejonsländor. Inga underarter finns listade i Catalogue of Life.